# Liste der Biografien/Danz
Liste der Biografien |
Portal Biografien |
Personensuche
# |
A |
B |
C |
D |
E |
F |
G |
H |
I |
J |
K |
L |
M |
N |
O |
P |
Q |
R |
S |
T |
U |
V |
W |
X |
Y |
Z |
?
 
Da |
Db |
Dc |
Dd |
De |
Dg |
Dh |
Di |
Dj |
Dk |
Dl |
Dm |
Dn |
Do |
Dq |
Dr |
Ds |
Du |
Dv |
Dw |
Dy |
Dz
 
Daa |
Dab |
Dac |
Dad |
Dae |
Daf |
Dag |
Dah |
Dai |
Daj |
Dak |
Dal |
Dam |
Dan |
Dao |
Dap |
Daq |
Dar |
Das |
Dat |
Dau |
Dav |
Daw |
Dax |
Day |
Daz
 
Dana |
Danb |
Danc |
Dand |
Dane |
Danf |
Dang |
Danh |
Dani |
Danj |
Dank |
Danl |
Dann |
Dano |
Danq |
Danr |
Dans |
Dant |
Danu |
Danv |
Danw |
Dany |
Danz
Die Liste der Biografien führt alle Personen auf, die in der deutschsprachigen Wikipedia einen Artikel haben. Dieses ist eine Teilliste mit 84 Einträgen von Personen, deren Namen mit den Buchstaben „Danz“ beginnt.

## Danz
- Danz, Christian (* 1962), deutsch-österreichischer evangelischer Theologe
- Danz, Daniela (* 1976), deutsche Schriftstellerin
- Danz, Deborah (* 1993), deutsche Tennisspielerin
- Danz, Ella, deutsche Schriftstellerin
- Danz, Ernst (1822–1905), deutscher Gymnasiallehrer und Naturschützer
- Danz, Gerriet (* 1965), deutscher Vortragsredner, Kommunikationstrainer, Sachbuchautor und ehemaliger Fernsehmoderator
- Danz, Heinrich Aemilius August (1806–1881), deutscher Rechtsgelehrter
- Danz, Hermann (1906–1945), deutscher KPD-Funktionär, Widerstandskämpfer gegen den Nationalsozialismus
- Danz, Ingeborg (* 1961), deutsche Opern-, Oratorien-, Lied- und Konzertsängerin (Alt/Mezzosopran)
- Danz, Jan Peider († 1620), Schweizer reformierter Pfarrer und Opfer des Veltliner Mordes
- Danz, Johann Andreas (1654–1727), deutscher Theologe (lutherisch) und Orientalist
- Danz, Johann Ernst Friedrich (1759–1838), deutscher Jurist und Politiker
- Danz, Johann Traugott Lebrecht (1769–1851), deutscher Kirchenhistoriker und Theologe
- Danz, Luise (1917–2009), deutsche KZ-Aufseherin in KonzentrationslagernLuise Danz (1917–2009)

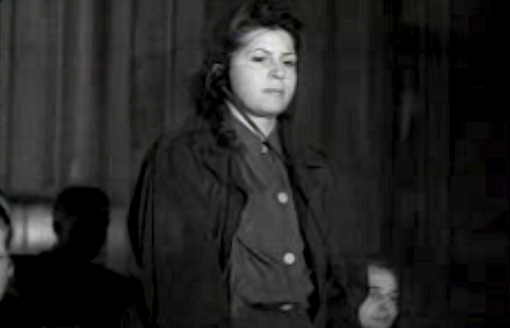
Luise Danz (1917–2009)

- Danz, Mariechen (* 1980), deutsche Künstlerin
- Danz, Marko (* 1972), deutscher Biathlet
- Danz, Max (1908–2000), deutscher Arzt, Vorsitzender des Deutschen Leichtathletik-Verbandes
- Danz, Renate (1934–2006), deutsche Schauspielerin und Synchronsprecherin
- Danz, Robert (1841–1916), deutscher Landschafts- und Porträtmaler, Grafiker und Kunsterzieher
- Danz, Simone (* 1961), deutsche Pädagogin und Hochschullehrerin
- Danz, Tamara (1952–1996), deutsche Rocksängerin (Silly)
- Danz, Walter (1904–1986), deutscher Fotograf
- Danz, Werner (1923–1999), deutscher Politiker (FDP), MdB, MdL
- Danz, Wilhelm (1873–1948), deutscher Maler und Graphiker

### Danza
- D’Anza, Daniele (1922–1984), italienischer Drehbuchautor und Filmregisseur
- d’Anza, Silvio (* 1974), kroatisch-deutscher Sänger (Tenor)
- Danza, Tony (* 1951), US-amerikanischer SchauspielerTony Danza (* 1951)

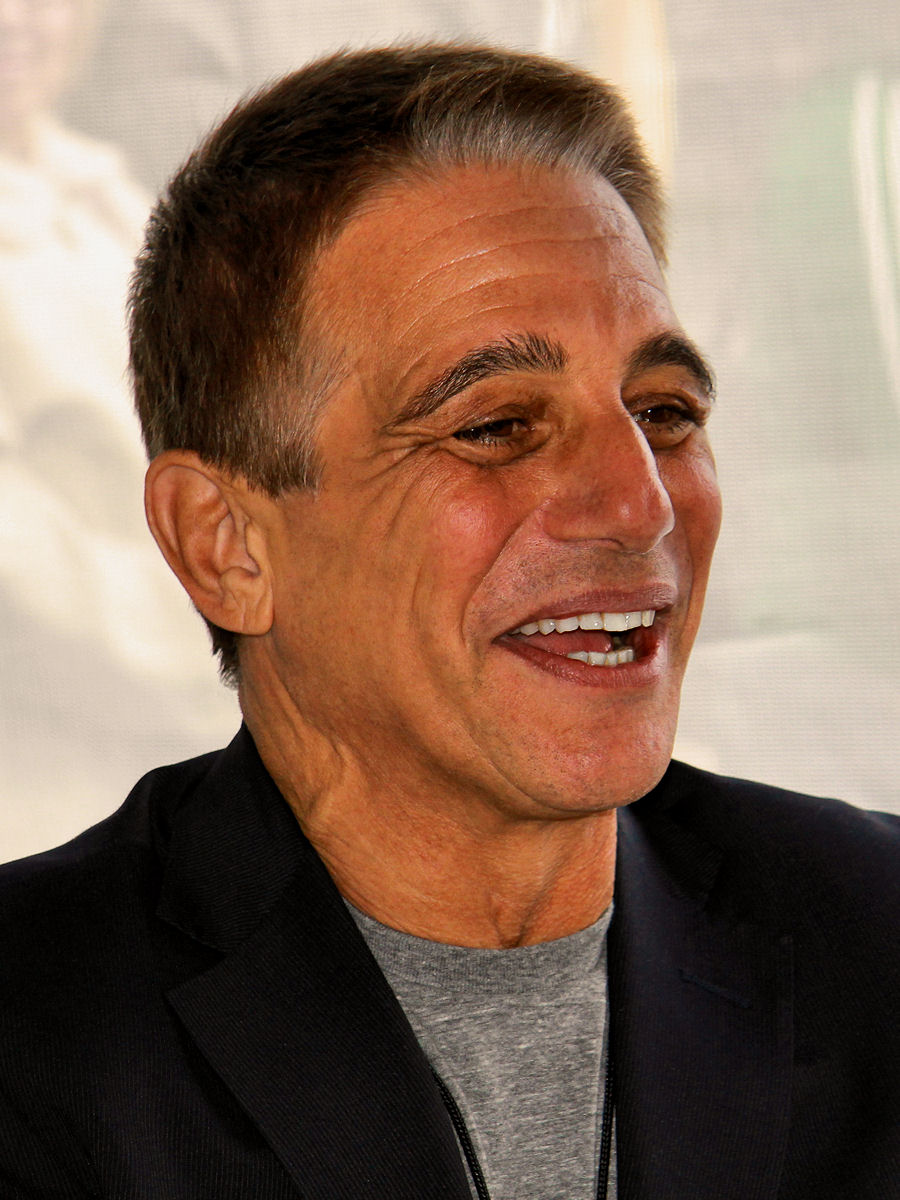
Tony Danza (* 1951)

- Danzaki, Riku (* 2000), japanischer Fußballspieler

### Danzb
- Danzberg, Dieter (1940–2019), deutscher Fußballspieler

### Danze
- Danze, Anthony (* 1984), australischer Fußballspieler
- Danzé, Olive (1906–1968), französische Ordensschwester, Mystikerin
- Danzebrink, Franz (1899–1960), deutscher Politiker (Zentrum, NSDAP)
- Danzebrink, Heinrich (1899–1964), deutsch-französischer Jurist und saarländischer Politiker
- Danzeisen, Emil (1897–1965), deutscher paramilitärischer Aktivist
- Danzeisen, Peter (* 1941), Schweizer Schauspieler, Theaterregisseur und Hörspielsprecher
- Danzel (* 1976), belgischer Musiker
- Danzel, August (1822–1889), deutscher Chirurg
- Danzel, Friedrich (1792–1847), deutscher Arzt
- Danzel, Theodor Wilhelm (1818–1850), deutscher Ästhetiker und Literaturhistoriker
- Danzel, Theodor Wilhelm (1886–1954), deutscher Ethnologe
- Danzelle, Pierre (1917–1988), französischer Fußballspieler und -trainer
- Dänzer, Alfred (* 1948), deutscher Lobbyist im Gesundheitswesen
- Danzer, Cäcilie (1885–1963), österreichische Bildhauerin
- Danzer, Corinna (* 1962), deutsche Jazzsaxophonistin
- Danzer, Emmerich (* 1944), österreichischer Eiskunstläufer
- Dänzer, Frieda (1930–2015), Schweizer Skirennfahrerin
- Danzer, Gabriele (1942–2016), deutsche Emailkünstlerin
- Dänzer, Georg (1848–1893), österreichischer Musiker
- Danzer, Georg (1946–2007), österreichischer Liedermacher und SängerGeorg Danzer (1946–2007)

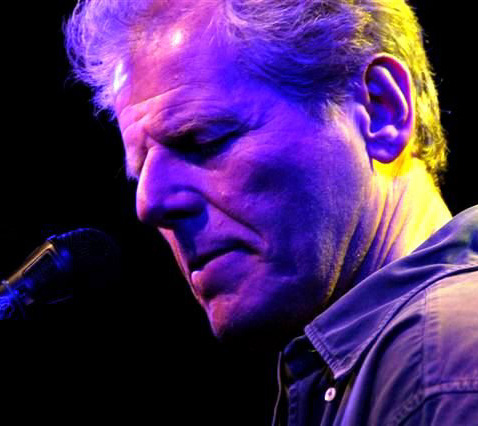
Georg Danzer (1946–2007)

- Danzer, George (* 1983), deutsch-brasilianischer Pokerspieler und Unternehmer
- Danzer, Gerhard (* 1956), deutscher Arzt, Psychologe, Hochschullehrer und Autor
- Danzer, Hans Peter, deutscher Bildhauer
- Dänzer, Hermann (1904–1987), deutscher Physiker und Hochschullehrer
- Danzer, Jakob (1743–1796), katholischer Moraltheologe
- Danzer, Karin (* 1978), deutsche Neurowissenschaftlerin
- Danzer, Ludwig (1927–2011), deutscher Mathematiker
- Danzer, Paul (* 1879), deutscher Sachbuchautor
- Danzer, Toni (1891–1951), deutscher Maler

### Danzf
- Danzfuß, Karl (1883–1937), deutscher Pädagoge und Psychologe

### Danzi
- Danzi, Franz (1763–1826), deutscher KomponistFranz Danzi (1763–1826)

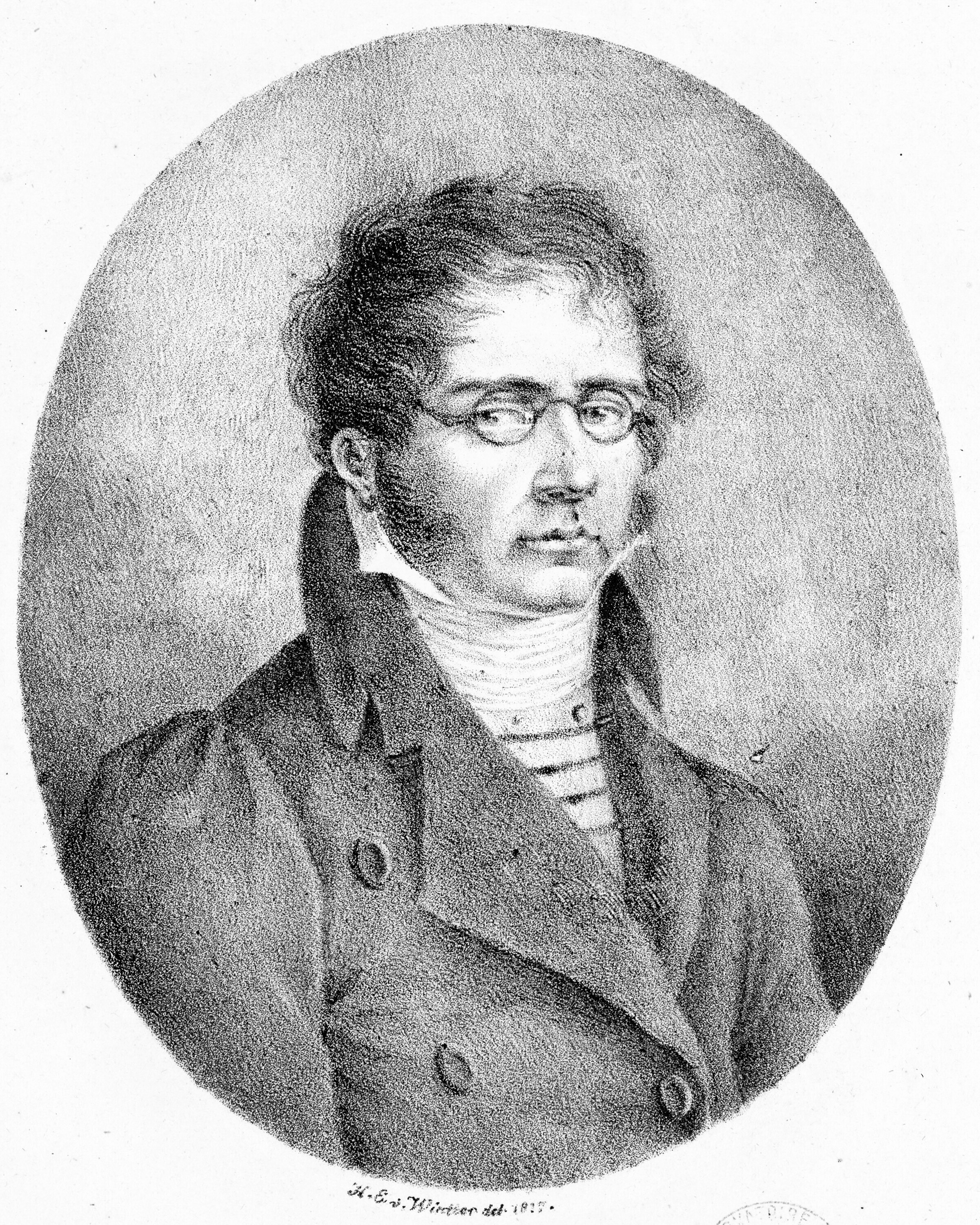
Franz Danzi (1763–1826)

- Danzi, Gianni (1940–2007), italienischer Geistlicher, römisch-katholischer Erzbischof
- D’Anzi, Giovanni (1906–1974), italienischer Sänger und Komponist
- Danzi, Maria Margarethe (1768–1800), deutsche Sopranistin und Komponistin
- Danzi, Mike (1898–1986), US-amerikanischer Gitarrist und Banjospieler
- Danzi, Patricia (* 1969), Schweizer Amtsdirektorin eines Bundesamtes und ehemalige Leichtathletin
- D’Anzico, Kevin (* 2000), luxemburgischer Fußballspieler
- Danzier, Oskar (1820–1879), preußischer Landrat
- Danzig, Allison (1898–1987), US-amerikanischer Sportjournalist
- Danzig, Glenn (* 1955), US-amerikanischer RockmusikerGlenn Danzig (* 1955)

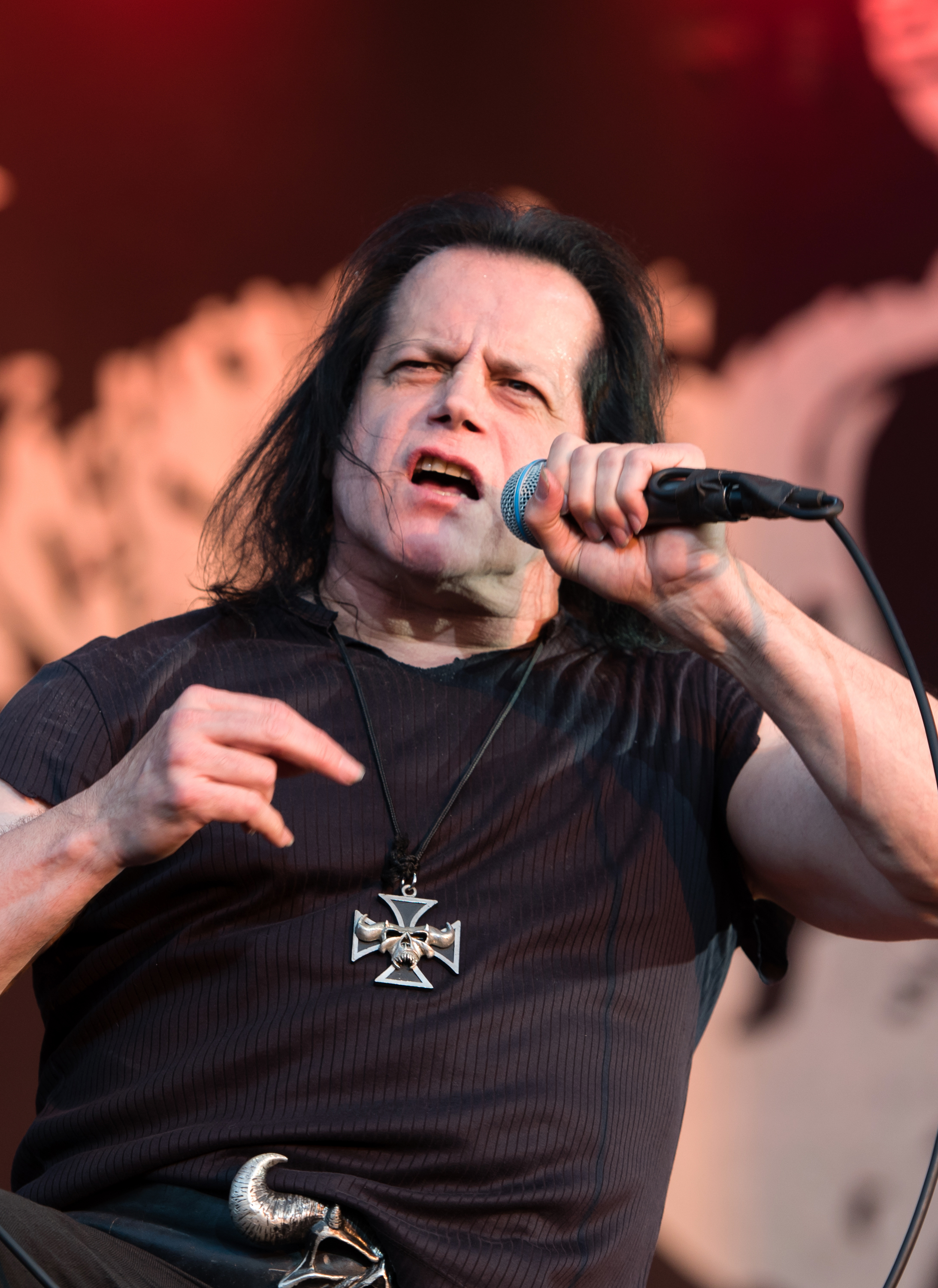
Glenn Danzig (* 1955)

- Danzig, Johannes (1896–1945), deutscher Jurist und Politiker
- Danzig, Mac (* 1980), US-amerikanischer Mixed-Martial-Arts-Kämpfer
- Danzig, Richard (* 1944), US-amerikanischer Politiker
- Danziger, Cory (* 1977), US-amerikanischer Schauspieler
- Danziger, Itzhak (1916–1977), deutsch-israelischer Bildhauer
- Danziger, Stefan (* 1983), deutscher Comedian
- Danzinger, Erika (1929–2024), österreichische Politikerin (ÖVP), Landtagsabgeordnete, Mitglied des Bundesrates
- Danzinger, Michael (1914–2007), österreichischer Pianist und Komponist
- Danzinger, Rainer (1943–2023), österreichischer Psychoanalytiker, Gruppenpsychoanalytiker und Psychiater sowie Hochschullehrer

### Danzk
- Danzke, Siegfried (* 1938), deutscher Basketballspieler

### Danzl
- Danzl, Nichole M. (* 1979), US-amerikanische Amateurastronomin

### Danzm
- Danzmann, Heinrich Wilhelm (1759–1843), deutscher Mediziner, Stadtphysicus in Lübeck und erster Badearzt in Travemünde
- Danzmann, Karsten (* 1955), deutscher Physiker
- Danzmayr, David (* 1980), österreichischer Dirigent
- Danzmayr, Wolfgang (* 1947), österreichischer Komponist, Dirigent und Schriftsteller